# 忍者八門
忍者八門（にんじゃはちもん）とは、忍術の全ての流派において、忍者になるために基本となる8種類の必修科目のこと。ただし、これは初見良昭の系統の戸隠流のみの主張であり、本当に全忍術流派でこのような用語があったかどうかは不明である。

## 忍者八門の内容
骨法術
素手で敵と戦う武術。
気合術
呼吸法やマインドセットなど。武芸一覧を参照。
大東流合気柔術の創始者武田惣角は、修験道の気合術の気合・合気を修行した。忍術と同じ不動金縛り術、隠行術、壁抜けの術もある。柔術、骨法術、剣術、槍術、手裏剣術、鉄扇術、居合術など武芸十八般は、隣の会津範士、藩主護衛役御供番佐藤金右衛門に教えられた。
剣術
日本刀・忍者刀などの刀剣を用いた武術。
槍術
槍を用いた武術。
手裏剣術
手裏剣を用いた武術。
火術
火薬や火の使用法。
遊芸
芸事のこと。
教門
知識・教養など。さらに古来の軍学・兵学である兵法。

## 参考資料
- 『秘伝・戸隠流忍法』初見良昭　土屋書店
- 「武田惣角は大東流合気柔術」『歴史春秋92』高久達英（ペンネーム池月映）会津史学会・歴史春秋社　2021年